# 俄羅斯佔領領土
- 摩尔多瓦：德涅斯特河左岸（1；自1992年起（英语：Russian military presence in Transnistria））
- 格鲁吉亚：阿布哈兹（2）和南奥塞梯（3；自2008年起）
- 乌克兰：自2014年起，克里米亚（4）以及卢甘斯克州（5）和顿涅茨克州（6）的部分地区；自2022年起，扎波罗热州（7）和赫尔松州（8）的部分地区

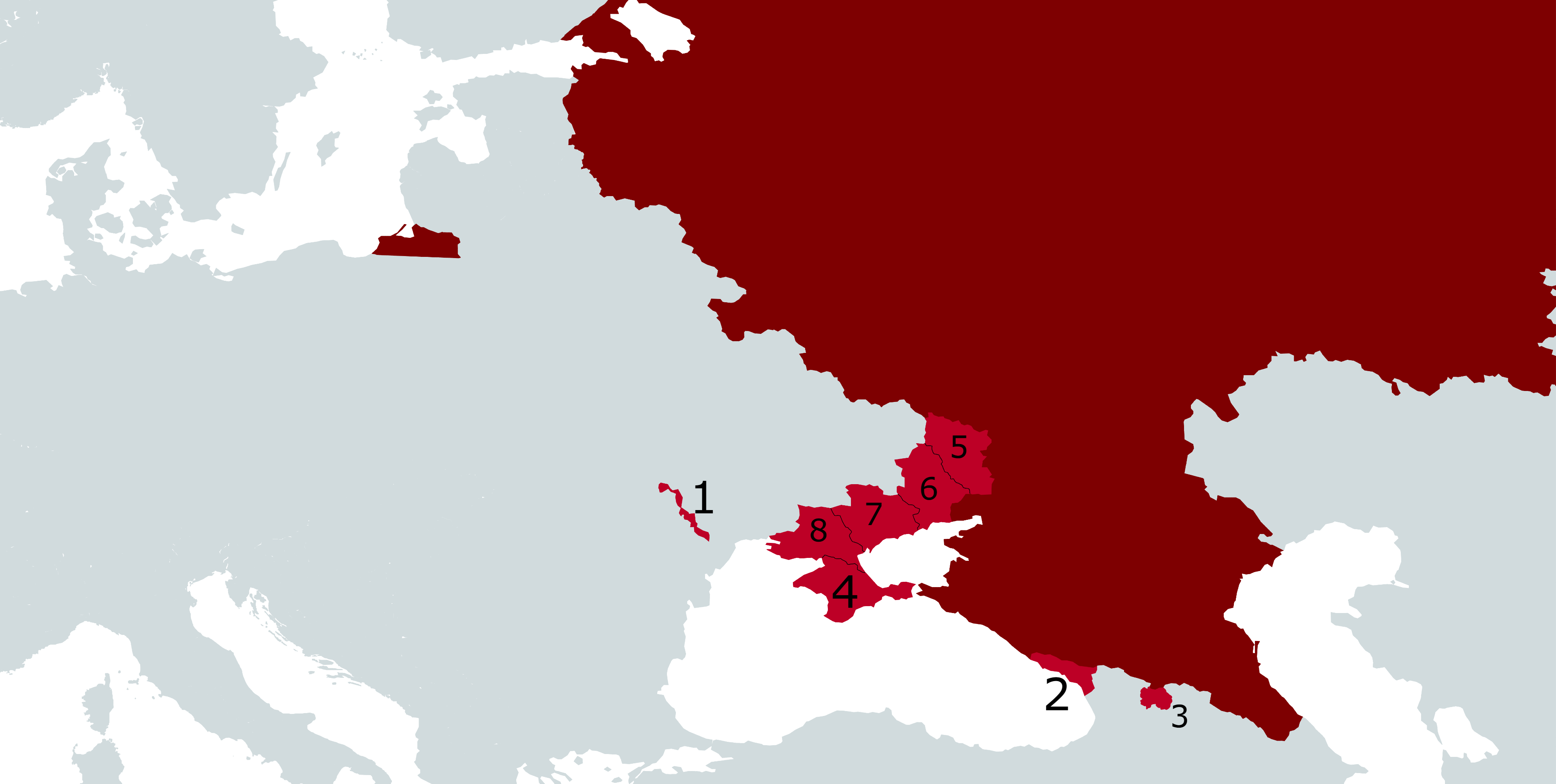
地图显示歐俄及加里宁格勒州为深红色，俄罗斯占领的欧洲國家领土为浅红色，如下：
- 摩尔多瓦：德涅斯特河左岸（1；俄羅斯介入德涅斯特河沿岸战争）
- 格鲁吉亚：阿布哈兹（2）和南奥塞梯（3；自2008年起）
- 乌克兰：自2014年起，克里米亚（4）以及卢甘斯克州（5）和顿涅茨克州（6）的部分地区；自2022年起，扎波罗热州（7）和赫尔松州（8）的部分地区

自1991年苏联解体以来，俄罗斯与多个国家发生领土争端。这些争端主要是關於后苏联冲突，并导致一些国家因俄罗斯及其傀儡的军事占领而失去部分主权领土。因此，无论它们在俄罗斯法律中的地位如何，这些土地通常被稱为俄罗斯占领领土。该术语适用于格鲁吉亚（阿布哈兹和南奥塞梯） 、摩尔多瓦（德涅斯特河沿岸）和乌克兰（克里米亚半島、顿涅茨克、卢甘斯克、赫尔松和扎波罗热州的部分地區）。
此外，俄羅斯和日本捲入了南千島群島爭議，因為俄羅斯在1991年繼承了蘇聯對千島群島的最南端四個島嶼的控制權，而日本自1945年以來就聲稱擁有這些島嶼的主權。

### 德涅斯特河左岸（1992年至今）

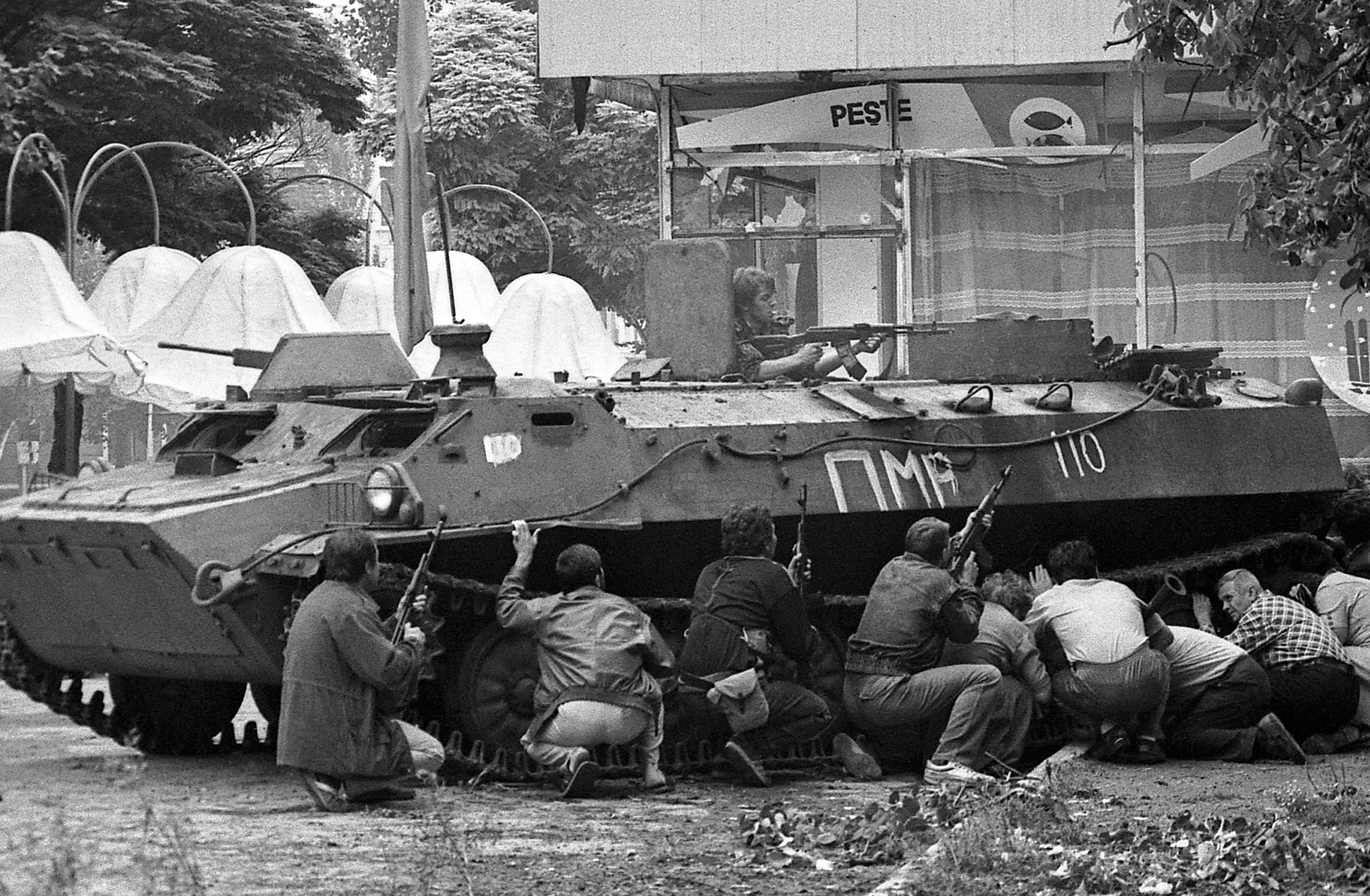
蒂格希纳战役期间的德左军队